# La buena tierra
La buena tierra (The Good Earth) es una novela escrita por Pearl S. Buck, publicada en 1931. Fue con esta obra con la que la autora obtuvo el Premio Pulitzer de Ficción en 1932. Fue incluida en la lista de Life Magazine de los 100 mejores libros de 1924–1944.  En 2004, el libro volvió a la lista de superventas cuando fue elegida por Oprah Winfrey para el Oprah's Book Club. La novela ayudó a preparar a los estadounidenses de los años 1930 a considerar a los chinos como aliados en la guerra contra Japón.
La novela es la primera de la trilogía La familia Wang. Los siguientes títulos de la saga son: Los hijos y Un hogar dividido.[cita requerida]

## Trama
La buena tierra relata la vida del campesino Wang Lung y de su familia. El protagonista es labrador y dueño de sus terrenos (como sus antepasados), por lo que durante toda la historia la tierra es un eje central alrededor del cual tienen lugar la mayoría de los hechos.
Se describe además la vida en la China precomunista a través de las vivencias de los personajes. 

## Personajes
- Wang Lung: es el protagonista del relato. Comienza como un campesino simple, labrador de sus propias tierras. Inicialmente se caracteriza por ser humilde, prudente y muy trabajador. Luego, cuando logra fortuna, cambian algunos aspectos de su personalidad y contrata labradores para que trabajen para él. A pesar de ello se siente muy apegado a la tierra y entiende que representa sus orígenes y medio de subsistencia.

- Padre de Wang Lung: es un hombre simple y honesto. Al igual que su padre y su hijo, fue labrador de sus propias tierras. Es muy respetado y querido por su hijo. Procura mantener la unión familiar y el respeto de las costumbres.

- O-Lan: primera esposa de Wang Lung. Era esclava de una gran familia hasta que contrajo matrimonio. Es muy callada, sencilla y ayuda siempre a su esposo en todas las tareas y a través de todas las dificultades.

- Hijo mayor (Nung En): el primogénito de Wang Lung y O-lan. Toma clases con un maestro para aprender a leer, por lo que no trabaja la tierra. Es de naturaleza apasionada y su principal preocupación es ennoblecer el nombre de su familia.

- Hijo segundo (Nung Wen): también aprende a leer y escribir. Se hará comerciante y administrará los bienes de la familia (su principal preocupación). Es un hombre práctico.

- Hija mayor: luego será llamada «la pobre tonta». Nace durante una época de hambre, por lo que no crece correctamente quedando con un problema mental en el que su vida es jugar con un trapito de tela. Así se limita a ser la compañía fiel y desinteresada de Wang Lung(su padre). Es por esto que él siente un gran cariño por la joven.

- Mellizos: un varón y una niña.

- Loto: es la segunda esposa de Wang Lung. El protagonista es atraído por la belleza de la joven, quien en realidad no hace ningún tipo de trabajo doméstico o de otra índole.

- Cukoo: es una mujer muy hábil que aparece en dos momentos diferentes del relato. Primero como amante del gran señor y luego como ayudante de Loto. Se muestra siempre muy calculadora y capaz a la hora de lograr tratos que la favorezcan.

- Tío de Wang Lung: es el jefe de una banda de asaltantes e intenta sacar partido de su reputación y poder para vivir a costa de su sobrino.

- Primo de Wang Lung: es violento y ambicioso. Al igual que su padre, trae constantes preocupaciones a la vida del protagonista.

- Flor de Peral: es una joven esclava de la casa de Wang Lung. Atrae la atención de éste hacia el final del relato.

## Adaptaciones
La novela se llevó al cine en 1937, con el título original, The Good Earth. Dirigida por Sidney Franklin, la protagonizaron Paul Muni y Luise Rainer.[cita requerida]